# Porta Laterina
La Porta Laterina  est l'une des anciennes portes des remparts de la ville de Sienne qui enserrent le centre historique de la ville.